# Apodemus rusiges
Apodemus rusiges é uma espécie de roedor da família Muridae.
Pode ser encontrada nos seguintes países: Índia, Nepal e Paquistão.